# 蓮台寺柿
蓮台寺柿（れんだいじがき）とは、三重県伊勢市の特産物で、不完全甘柿の品種の1つ。伊勢市の指定天然記念物である。

## 由来
蓮台寺柿の名は伊勢市勢田町の南部の山間地に、神宮祭主の大中臣永瀬が建立した鼓獄山蓮台寺に由来している。
伝説では約1200年前に弘法大師がこの地を訪れて、この柿を気に入り、この地で作るよう勧めたという。

## 特徴
ごつごつとした多角形で、きめの細かい柔らかな果肉と、まろやかで、とろけるような高い糖度が特徴。直径は約10cmと大きい。

## 生産
本格的に栽培されるようになったのは昭和に入ってからである。発祥の地である伊勢市では9月から11月にかけて収穫され、生産農家が炭酸ガスを使い、一昼夜かけて渋抜きしをし、伊勢市藤里町のJA伊勢蓮台寺柿共同選果場に運び入れる。
生産する畑は、伊勢市の勢田町、藤里町、前山町、宇治浦田町に多く、その他市街地にも点在している。JA伊勢蓮台寺柿部会に所属する農家は2015年（平成27年）現在54戸である。
生産量が少ないために主に三重県内で販売され消費されている。2015年（平成27年）の生産量は平年並みで、出荷見込み量は200tである。
生産者や三重県庁などが蓮台寺柿産地振興連絡会を結成しており、毎年収穫体験を開いている。

## ひなたやけ
生産農家の婦人部が開発した干し柿「ひなたやけ」は、皮を剥き八つ切りにして乾燥させたもので、伊勢神宮内宮前のおかげ横丁などで販売されている。